# Resolució 2388 del Consell de Seguretat de les Nacions Unides
La Resolució 2388 del Consell de Seguretat de les Nacions Unides fou adoptada per unanimitat el 21 de novembre de 2017. El Consell va condemnar la tràfic de persones, en particular d'Estat islàmic (ISIS), així com les violacions dels drets humans per part de diversos grups terroristes africans.

## Observacions
Aquesta resolució va seguir un debat sobre el tràfic d'éssers humans. Diversos països es van referir a un informe que la CNN havia fet recentment. Va demostrar com migrants africans es eren venuts a Líbia en mercats d'esclaus.
Una setmana després, a petició de França, el Consell de Seguretat es va reunir de nou en relació amb aquest informe. El país pensava que Líbia havia de treballar en la promesa de recerca de pràctiques, d'altra banda, se li imposaran sancions internacionals. Líbia mateixa va considerar que s'havia convertit en víctima d'una campanya de fracàs. Centenars de milers de migrants viatjaven pel país en un moment políticament molt inestable. Líbia no podia, a la llum d'això, ser responsable dels problemes internacionals en els que no hi podia fer res.

Mapa de les rutes de migració d'Àfrica Occidental cap a Europa.

Les causes subjacents del tràfic persones eren als països d'origen inestables i pobres, la recerca de beneficis i la manca d'aplicació de la llei. El secretari general António Guterres va trobar que els països desenvolupats havien d'acollir més migrants. A Líbia, en aquell moment, uns 17.000 migrants van quedar atrapats en centres. Més de 100.000 persones ja havien creuat a Itàlia aquest any.
El secretari general i diversos països van argumentar que la forma en què grups com ISIS i Boko Haram van obligar a dones i nens a "deshumanitzar la servitud" podrien arribar a constituir crims de guerra i crims contra la humanitat.
També hi havia països que consideraven que es creaven moltes iniciatives diferents contra la tracta d'éssers humans. Espanya, per tant, va proposar que l'Oficina de Nacions Unides contra la Droga i el Delicte (UNODC) prengués la iniciativa.

## Contingut
Amb de la Resolució 2331 d'onze mesos abans, es va demanar als països que cooperessin contra el tràfic en zones de conflictes com a font de finançament per al terrorisme. Mentrestant, la UNODC havia creat una base de dades per a aquest propòsit i el Comitè contra el Terrorisme incloïa els esforços dels països d'aquest camp en les seves avaluacions de països en el context de la lluita contra el terrorisme.
El Consell de Seguretat va tornar a condemnar la tracta de persones en zones de conflicte. La majoria de les víctimes eren dones i nens, com passava amb els iazidis i altres minories religioses i ètniques. També grups com Boko Haram, Al-Xabab i l'Exèrcit de Resistència del Senyor comerciaven amb éssers humans per l'esclavitud sexual i el treball forçat.
Es va cridar als països a intensificar la lluita contra la tracta d'éssers humans. Les víctimes havien d'estar ben supervisades. Els països també havien de desenvolupar la legislació necessària per posar fi a la impunitat. Podrien demanar suport de la UNODC per això.
Es va demanar als països que rebien refugiats que vetllessin per les víctimes de la tracta. També se'ls va demanar que no retenguessin els nens en relació amb les seves lleis d'immigració, o el més breu possible.
El propi Consell de Seguretat consideraria com les operacions de pau i les missions polítiques podrien ajudar en la lluita contra la tracta de persones.